# 55578
55578 ist die einzige Kompilation des deutschen Synthie-Pop-Duos Wolfsheim.

## Entstehung und Artwork
Mit Ausnahme einer Coverversion wurden alle Lieder der Kompilation zusammen von den beiden Wolfsheim-Mitgliedern Peter Heppner und Markus Reinhardt geschrieben, zwei in Zusammenarbeit mit Carlos Perón. Gemastert wurde das Album im Master & Servant in Hamburg, unter der Leitung von Peron. Das Album wurde unter dem Musiklabel Strange Ways Records veröffentlicht und durch Indigo vertrieben.
Auf dem schwarz-weißen Cover des Albums ist – neben Künstlernamen und Albumtitel – eine Luftbildfotografie der rheinhessischen Gemeinde Wolfsheim vom 20. Dezember 1994 zu sehen. Zum Album gibt es ein 24-seitiges Booklet, welches unter anderem verschiedene Fotografien des Duos und eine bis dato komplette Diskografie enthält. Auf der Rückseite ist die Aufschrift „Wolfsheim hat sich nicht nach dem gleichnamigen Ort in Rheinland-Pfalz benannt, sondern nach der Figur aus der deutschen Übersetzung von ‚Der große Gatsby‘ des Wortwanderers F. Scott Fitzgerald. Als Anregung an potentielle Interviewer – Schreibt es euch hinter die Ohren!“ zu finden. Die Bildaufnahmen stammen von Willy Leisten. Die Artworkarbeiten stammen von Brücke 5, Ulrike Rank und dem Verlag Neues Leben Berlin.

## Veröffentlichung und Promotion
Die Erstveröffentlichung von 55578 erfolgte am 20. Februar 1995 in Deutschland. Die Kompilation besteht aus 13 Liedern und enthält eine Auswahl von Titeln aus den Jahren 1987 bis 1995. Die ersten 55.578 Exemplare von 55578 wurden in Verbindung mit der EP Bruder Kosmonaut vertrieben. Diese enthält zusätzlich sechs Liveaufnahmen die bei zwei Konzerten während der Strange Ways Festival Tour 1994 in Frankfurt am Main (Batschkapp) und Hannover (Music Hall) entstanden.

## Inhalt
Der Titel dieser Kompilation ist der Postleitzahl der rheinhessischen Gemeinde Wolfsheim angelehnt. Alle Liedtexte sind in englischer Sprache verfasst, nur The Sparrows and the Nightingales beinhaltet die sich wiederholende deutschsprachige Zeile „Wo ist der Führer der mich führt, ich warte immer noch“. Musikalisch bewegen sich die Lieder im Bereich des Dark Waves und Synthie-Pops. Das Album besteht aus 13 Titeln, wovon zehn Titel auf vorangegangenen Studioalben und EPs zu finden waren. Die Lieder Circles, Real und Ruby, Don’t Take Your Love to Town sind neu für diese Kompilation aufgenommen worden. Bei letzterem handelt sich um eine Coverversion des Originals von Johnny Darrell aus dem Jahr 1967. Das Lied Elias wurde ein Jahr zuvor als Single veröffentlicht, ist aber hier erstmals auf einem offiziellen Wolfsheim-Album zu finden.
| #  | Titel                                            | Autor(en)                                     | Produzent(en) *                                                                 | Länge |
| -- | ------------------------------------------------ | --------------------------------------------- | ------------------------------------------------------------------------------- | ----- |
| 1  | Elias                                            | Peter Heppner, Markus Reinhardt               | José Alvarez-Brill, Peter Heppner, Markus Reinhardt                             | 3:34  |
| 2  | Lovesong (Club Mix)                              | Peter Heppner, Markus Reinhardt               | Peter Heppner, Carlos Perón, Markus Reinhardt                                   | 6:19  |
| 3  | Now I Fall                                       | Peter Heppner, Markus Reinhardt               | José Alvarez-Brill, Peter Heppner, Gento Navaho, Carlos Perón, Markus Reinhardt | 3:32  |
| 4  | Where Greed Talks                                | Peter Heppner, Markus Reinhardt               | Peter Heppner, Markus Reinhardt                                                 | 3:07  |
| 5  | Youth & Greed                                    | Peter Heppner, Markus Reinhardt               | Carlos Perón                                                                    | 4:12  |
| 6  | Anybody’s Window (909 Remix)                     | Peter Heppner, Carlos Peron, Markus Reinhardt | Carlos Perón                                                                    | 4:33  |
| 7  | It’s Not Too Late (Long Version)                 | Peter Heppner, Markus Reinhardt               | José Alvarez-Brill, Gento Navaho, Carlos Perón                                  | 6:14  |
| 8  | The Sparrows and the Nightingales (Long Version) | Peter Heppner, Carlos Perón, Markus Reinhardt | Carlos Peron                                                                    | 6:46  |
| 9  | Real                                             | Peter Heppner, Markus Reinhardt               | Carlos Perón                                                                    | 3:39  |
| 10 | Ruby, Don’t Take Your Love to Town               | Mel Tillis                                    | Carlos Perón                                                                    | 3:08  |
| 11 | A Look into Your Heart                           | Peter Heppner, Markus Reinhardt               | Carlos Perón                                                                    | 3:44  |
| 12 | Annie                                            | Peter Heppner, Markus Reinhardt               | Carlos Perón                                                                    | 4:11  |
| 13 | Circles                                          | Peter Heppner, Markus Reinhardt               | Carlos Perón                                                                    | 4:13  |

## Singleauskopplungen
Folgende Singles aus der Kompilation wurden zuvor als Maxi-Singles offiziell veröffentlicht:
- 07/1991: The Sparrows and the Nightingales
- 02/1992: It’s Not Too Late (Don’t Sorrow)
- 08/1993: Now I Fall
- 04/1994: Elias (Drumless Mix)

Das Lied Elias (Drumless Mix) ist die einzige offizielle Singleauskopplung des Albums und erschien am 22. April 1994.

## Mitwirkende
| Albumproduktion - José Alvarez-Brill: Musikproduzent (Lieder: 1, 3, 7) - Peter Heppner: Gesang, Komponist (Lieder: 1–9, 11–13), Liedtexter (Lieder: 1–9, 11–13), Musikproduzent (Lieder: 1–4) - Gento Navaho: Musikproduzent (Lied 3, 7) - Markus Reinhardt: Keyboard, Komponist (Lieder: 1–9, 11–13), Liedtexter (Lieder: 1–9, 11–13), Musikproduzent (Lieder: 1–4) - Carlos Perón: Komponist (Lieder: 6, 8), Liedtexter (Lieder: 6, 8), Mastering, Musikproduzent (Lieder: 2–3, 5–13) - Mel Tillis: Komponist (Lied 10), Liedtexter (Lied 10) Artwork (Cover) - Willy Leisten: Fotograf - Ulrike Rank: Artwork | Unternehmen - Brücke 5: Artwork - Indigo: Vertrieb - Master & Servant: Mastering - Strange Ways Records: Musiklabel - Verlag Neues Leben Berlin: Artwork |

## Charts und Chartplatzierungen
55578 erreichte in Deutschland Position 79 der Albumcharts und konnte sich insgesamt fünf Wochen in den Charts halten. In Österreich und der Schweiz blieb ein Charteinstieg bis heute verwehrt. In Deutschland ist dies nach über acht Jahren Bandgeschichte der erste Charterfolg in den Albumcharts für Wolfsheim.
Genaue Verkaufszahlen von 55578 sind nicht bekannt. Bekannt ist nur, dass zu einer limitierten Auflage von 55.578 Einheiten die exklusive Zusatz-EP Bruder Kosmonaut als Beilage enthalten ist.